# گرینهد، نورث‌آمبرلند
گرینهد (به انگلیسی: Greenhead) یک روستا و محله مدنی در بریتانیا است که در نورث‌آمبرلند واقع شده‌است. گرینهد ۳۸۵ نفر جمعیت دارد.